# Фрунзе, Михаил Васильевич
Михаи́л Васи́льевич Фру́нзе (до 1919 года — Фрунзеэ (на молдавской кириллице Фрунзэ, молд. и рум. Frunză); партийные псевдонимы Миха́йлов, Три́фоныч, Арсе́ний, литературные псевдонимы Серге́й Петро́в, А. Шу́йский, М. Ми́рский; 21 января [2 февраля] 1885, Пишпек, Семиреченская область — 31 октября 1925[…], Москва) — российский революционер, советский государственный деятель, военачальник Красной армии во время Гражданской войны, военный теоретик.

## Биография

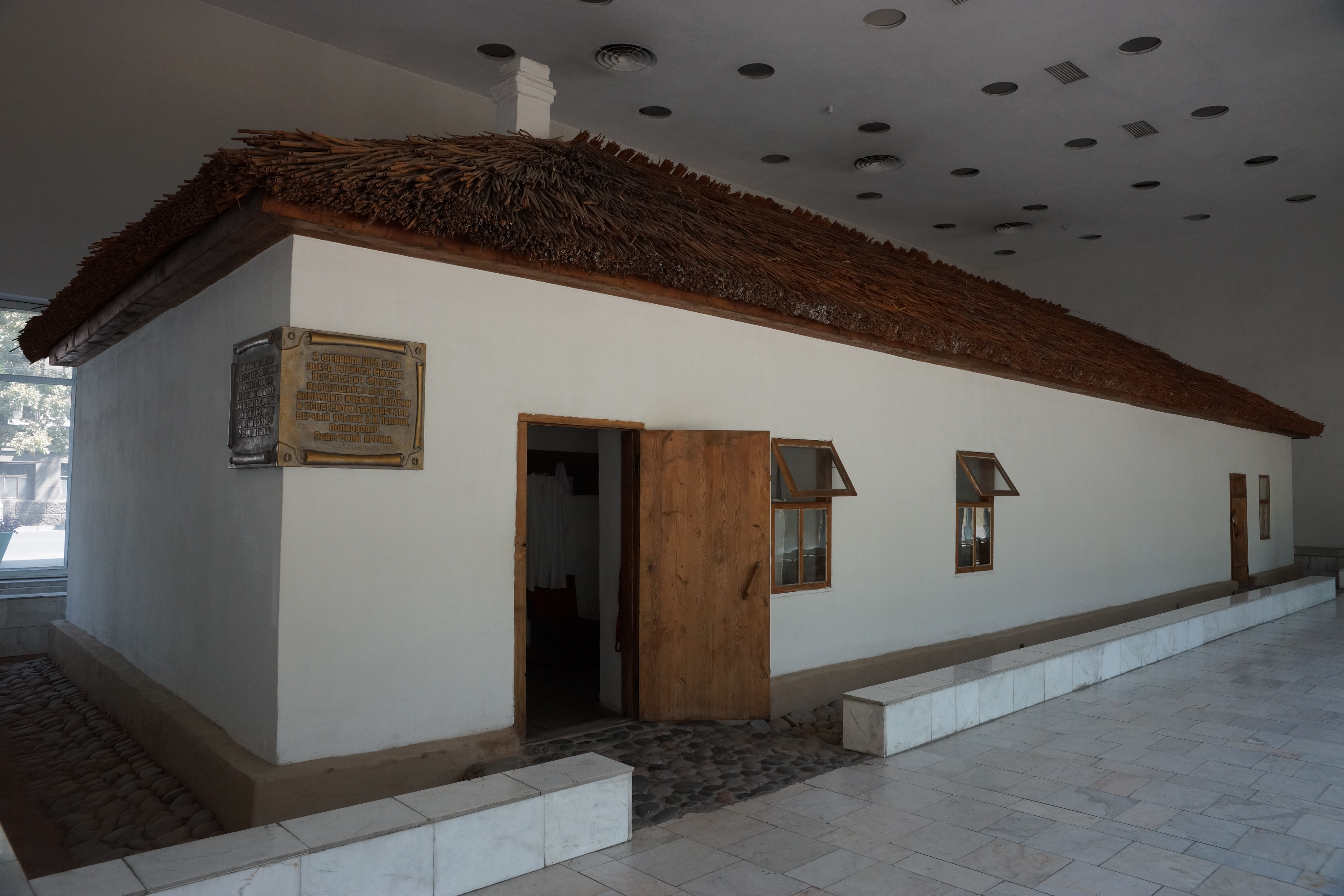
Мемориальный дом М. В. Фрунзе. г. Бишкек (Кыргызстан).

### Жизнь и деятельность до революции
Из мещан, по отцу молдаванин по национальности. В юности познакомился с революционными идеями в кружке самообразования в Верненской мужской гимназии (г. Верный, ныне Алма-Ата).
В 1904 году поступил в Петербургский политехнический институт, вступил в Российскую социал-демократическую рабочую партию. В ноябре за свои революционные идеи был впервые арестован.
В Кровавое воскресенье 9 января 1905 года участвовал в манифестации на Дворцовой площади в Петербурге, был ранен в руку. Позже Михаил Васильевич признавал, что именно это событие привело его в «генералы от революции».
В период революции 1905—1907 годов вёл партийную работу в Москве, с мая — в Иваново-Вознесенске и Шуе (под псевдонимом «Товарищ Арсений»), член комитета РСДРП. Один из руководителей Иваново-Вознесенской всеобщей стачки текстильщиков (май — июль 1905 года). Во главе боевой дружины иваново-вознесенских и шуйских рабочих участвовал в Декабрьском вооружённом восстании 1905 года в Москве. В 1906 — делегат IV съезда РСДРП в Стокгольме от Иваново-Вознесенской окружной организации, где познакомился с В. И. Лениным.
В 1907 году был избран делегатом V съезда РСДРП, но был арестован и осуждён на 4 года каторги. 21 февраля 1907 года (уже будучи заключённым) вместе с Павлом Гусевым пытался около деревни Дмитровки убить полицейского урядника Никиту Перлова.
24 марта арестован в Шуе и привлечён по делу о вооружённом сопротивлении полиции. За покушение на убийство дважды (27.1.1909 и 22-23.9.1910) приговорён к смертной казни, заменённой усилиями присяжного поверенного А. А. Эрна и под нажимом общественного мнения на 6 лет каторжных работ. После заключения во Владимирской, Николаевской и Александровской каторжных тюрьмах в марте 1914 отправлен на вечное поселение в село Манзурку Иркутской губернии.
В августе 1915 года, после ареста за создание организации ссыльных, бежал в Читу, где проживал по паспорту В. Г. Василенко, работал в статистическом отделе переселенческого управления и в редакции еженедельной газеты «Забайкальское обозрение». В 1916 переехал в Москву, а затем в начале апреля с паспортом на имя Михаил Александрович Михайлов и направлением от Всероссийского земского союза — в Белоруссию.
В апреле 1916 года Фрунзе по заданию партии под псевдонимом Михаил Александрович Михайлов поступил на должность статистика в комитет Западного фронта Всероссийского земского союза (тыловая, преимущественно снабженческая организация).
4 марта 1917 года приказом гражданского коменданта города Минска Михаил Фрунзе (под псевдонимом Михайлов) был назначен начальником милиции Всероссийского земского союза по охране порядка в городе Минске. Эта дата считается Днём рождения белорусской милиции.
В ночь с 4 на 5 марта 1917 года руководимые М. В. Фрунзе (Михайловым) отряды боевых дружин рабочих вместе с солдатами приданных частей минского гарнизона разоружили полицию города, захватили городское полицейское управление, а также архивное и сыскное отделения и взяли под охрану важнейшие государственные учреждения. Кроме милицейских дел (Начальник минской городской милиции), к лету 1917 года Фрунзе занимал следующие посты: председатель исполкома Совета крестьянских депутатов Минской и Виленской губерний, редактор «Крестьянской газеты», один из редакторов большевистской «Звязды», организатор и член Минского городского комитета РСДРП, член солдатского комитета Западного фронта, член исполкома Минского совета рабочих и солдатских депутатов (председатель — Любимов, И. Е. с 8 (21) июля по август 1917). В Минске Михайлов прослужил до сентября 1917-го, а затем партия перебросила его в город Шую.
Создавал подпольные партийные ячейки в 3-й и 10-й армиях Западного фронта.
С конца августа председатель Шуйского Совета рабочих, крестьянских и солдатских депутатов, председатель уездной земской управы и городской думы; представитель Шуи на Всероссийском демократическом совещании в Петрограде.

### Деятельность после революции

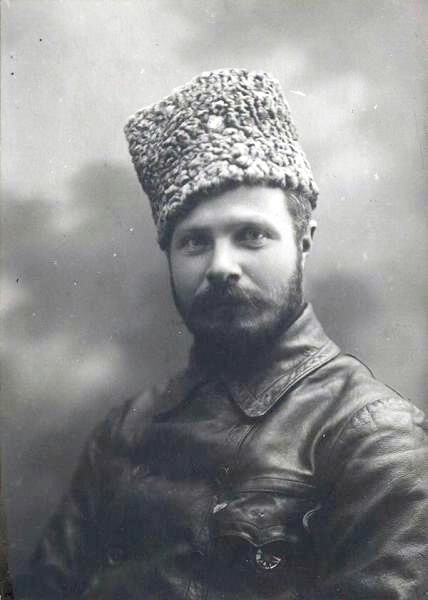
Красный командарм Михаил Фрунзе, 1919 год

В дни восстания в Москве в октябре 1917 участвовал в боях у здания гостиницы «Метрополь». Депутат Учредительного собрания от большевиков Владимирской губернии. В первой половине 1918 года — председатель Иваново-Вознесенского губкома РКП(б), губисполкома, губсовнархоза и военный комиссар Иваново-Вознесенской губернии. С августа 1918 — военный комиссар Ярославского военного округа. Участвовал в подавлении Ярославского восстания.
С февраля 1919 года Фрунзе последовательно возглавлял несколько армий, действующих на Восточном фронте против Верховного правителя России адмирала А. В. Колчака. В марте он стал командующим Южной группой этого фронта. Во время контрнаступления Восточного фронта весной-летом 1919 года провёл ряд успешных наступательных операций против главных сил белогвардейских войск Колчака, за что был награждён орденом Красного Знамени. С июля 1919 года командовал войсками Восточного фронта.
В годы Гражданской войны неоднократно давал гарантии безопасности от себя лично тем противникам Советской власти, кто добровольно сложит оружие и явится с повинной в ЧК (зауральским казакам, офицерам армии в Крыму, бухарским басмачам, махновцам).
С 15 августа 1919 по 10 сентября 1920 года Фрунзе командует войсками Туркестанского фронта. С октября 1919 по июль 1920 член Туркестанской комиссии ВЦИК и СНК; сторонник «организации» революции в Бухарском эмирате путём вторжения Красной армии, руководил штурмом Бухары 30 августа — 2 сентября 1920 (см. Бухарская операция).
В сентябре 1920 года Фрунзе назначили командующим Южным фронтом, действующим против армии генерала П. Н. Врангеля. Он руководил операцией по разгрому войск Врангеля в Северной Таврии, взятием Перекопа и захватом Крыма. В ноябре 1920 г. Фрунзе обратился к офицерам и солдатам армии генерала Врангеля с обещанием полного прощения в случае, если они сложат оружие и перейдут на сторону Советской власти, однако это предложение принято не было. После занятия Крыма всем этим военнослужащим было приказано зарегистрироваться (отказ от регистрации карался расстрелом). Затем зарегистрировавшиеся солдаты и офицеры Белой армии были арестованы и большая часть из них была расстреляна прямо по этим регистрационным спискам. Утверждается, что во время красного террора в Крыму было расстреляно или утоплено в Чёрном море 50—75 тыс. человек, но эта цифра не подтверждается ни оценками других историков, ни наличием массовых захоронений.
3 декабря 1920 года назначен уполномоченным Реввоенсовета на Украине и командующим вооружёнными силами Украины и Крыма, одновременно избран членом Политбюро ЦК КП(б)У, с февраля 1922 года — заместитель председателя СНК УССР.
По распоряжению из Москвы руководил разгромом Повстанческой армии Махно (за что в 1924 году награждён вторым орденом Красного Знамени) и отряда Ю. О. Тютюнника.
В ноябре 1921 года возглавлял Чрезвычайное посольство в Анкару для установления отношений с Турцией, вёл переговоры с Ататюрком.
С марта 1924 — заместитель председателя Реввоенсовета СССР и наркома по военным и морским делам, с апреля 1924 — одновременно начальник штаба Красной Армии и начальник Военной академии РККА. С января 1925 года председатель Реввоенсовета СССР и нарком по военным и морским делам.
Под руководством Фрунзе проводилась военная реформа 1924—1925 гг. — сокращение численности армии, введение принципа единоначалия, реорганизация военного аппарата и политического управления Красной Армии, сочетание в структуре Вооружённых сил постоянной армии и территориальных-милиционных формирований. Автор ряда военно-теоретических работ.
Военная доктрина, разработанная Фрунзе, строилась на применении марксизма к военной теории и отводила особое место в армии политическим отделам и коммунистическим ячейкам.
Член ВЦИК, президиума ЦИК СССР. С 1921 года — член ЦК РКП(б), с 1924 — кандидат в члены Политбюро ЦК, кандидат в члены Оргбюро ЦК РКП(б).

### Смерть

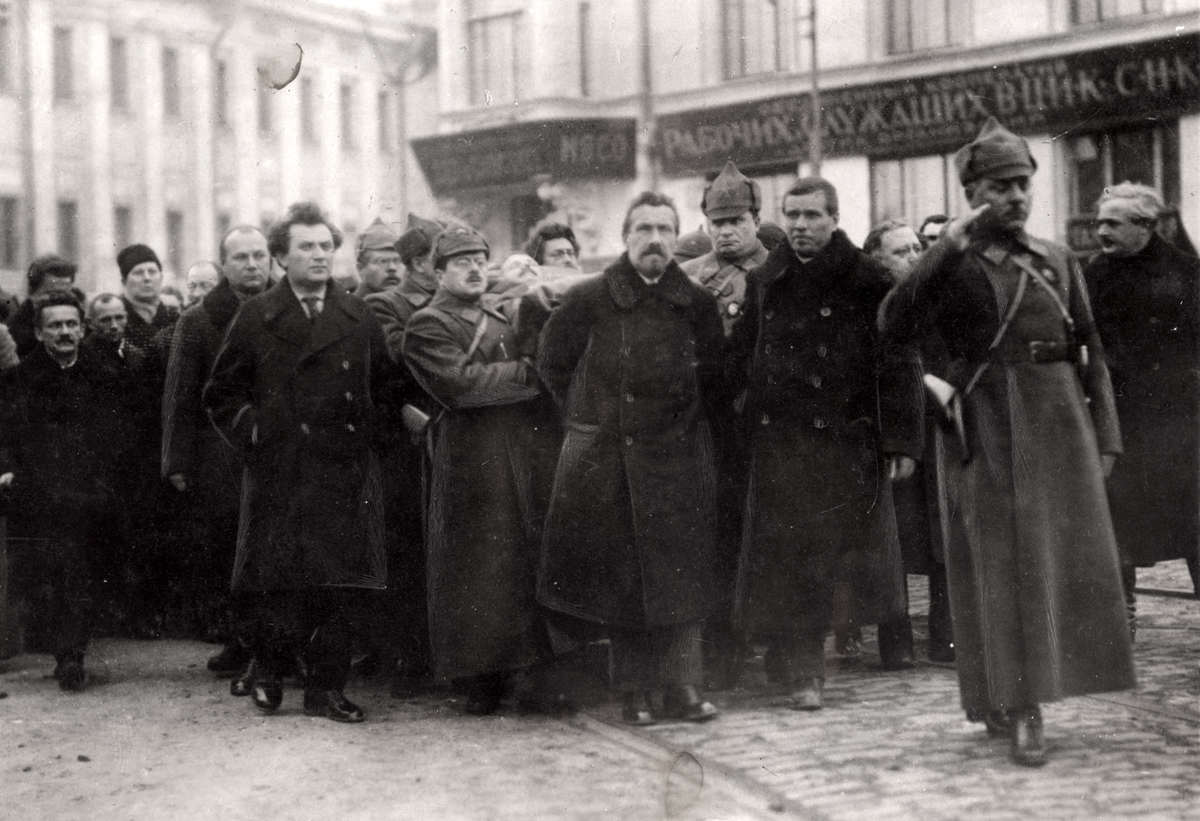
Похороны Михаила Фрунзе

Умер после операции язвы желудка от общего заражения крови (официальное заключение).
Сразу после смерти Фрунзе по Москве пошли слухи, что он был убит по заказу Троцкого, которого Фрунзе сменил на посту Наркомвоенмора и противником которого Фрунзе был при жизни.
Существует версия, что его смерть была организована Сталиным, который особенно настаивал на проведении операции. Эта версия отражена Пильняком в его «Повести непогашенной луны», а также в фильмах, поставленных по этим произведениям. Версия об организации убийства описывается в книге Бажанова «Воспоминания бывшего секретаря Сталина».
Сам Фрунзе писал своей жене Софье Алексеевне в Ялту: «Я всё ещё в больнице. В субботу будет новый консилиум. Боюсь, как бы не отказали в операции». Михаил Васильевич пишет жене, что этим решением удовлетворён и надеется, что врачи «раз и навсегда разглядят хорошенько, что там есть, и попытаются наметить настоящее лечение».
История болезни Фрунзе описана В. Д. Тополянским в книге «Вожди в законе» с подробным анализом ситуации. М. В. Фрунзе был оперирован по поводу язвенной болезни желудка. Проблема возникла уже в процессе анестезии, когда больному, плохо засыпавшему после эфирного наркоза, был добавлен хлороформ, что значительно усугубило кардиотоксическое действие обоих анестетиков. Ещё в самом начале XX века фармакологи и хирурги знали, что совместное использование эфира и хлороформа резко усиливает не только их наркотическое, но и токсическое действие, поэтому при комбинации данных препаратов их дозы уменьшали. Тем не менее, расход эфира и хлороформа в единицу времени у Фрунзе явно превосходил максимальные пределы, не говоря уже о факте самой комбинации наркотических средств. Как пишет В. Д. Тополянский, смерть при использовании хлороформа наступает вдвое чаще, чем при анестезии эфиром, и «жертвой хлороформного наркоза» нередко становятся «по странной игре судьбы люди во цвете лет и сил». Неблагоприятный исход обусловлен чаще всего неумением или невниманием анестезиолога и, в первую очередь, небрежным обращением с хлороформом, который льют на маску бесконтрольно, как безобидное вещество, так что расход препарата в начале наркоза превышает 1 г/мин. Так и случилось с Фрунзе.[значимость факта?]

### Похороны

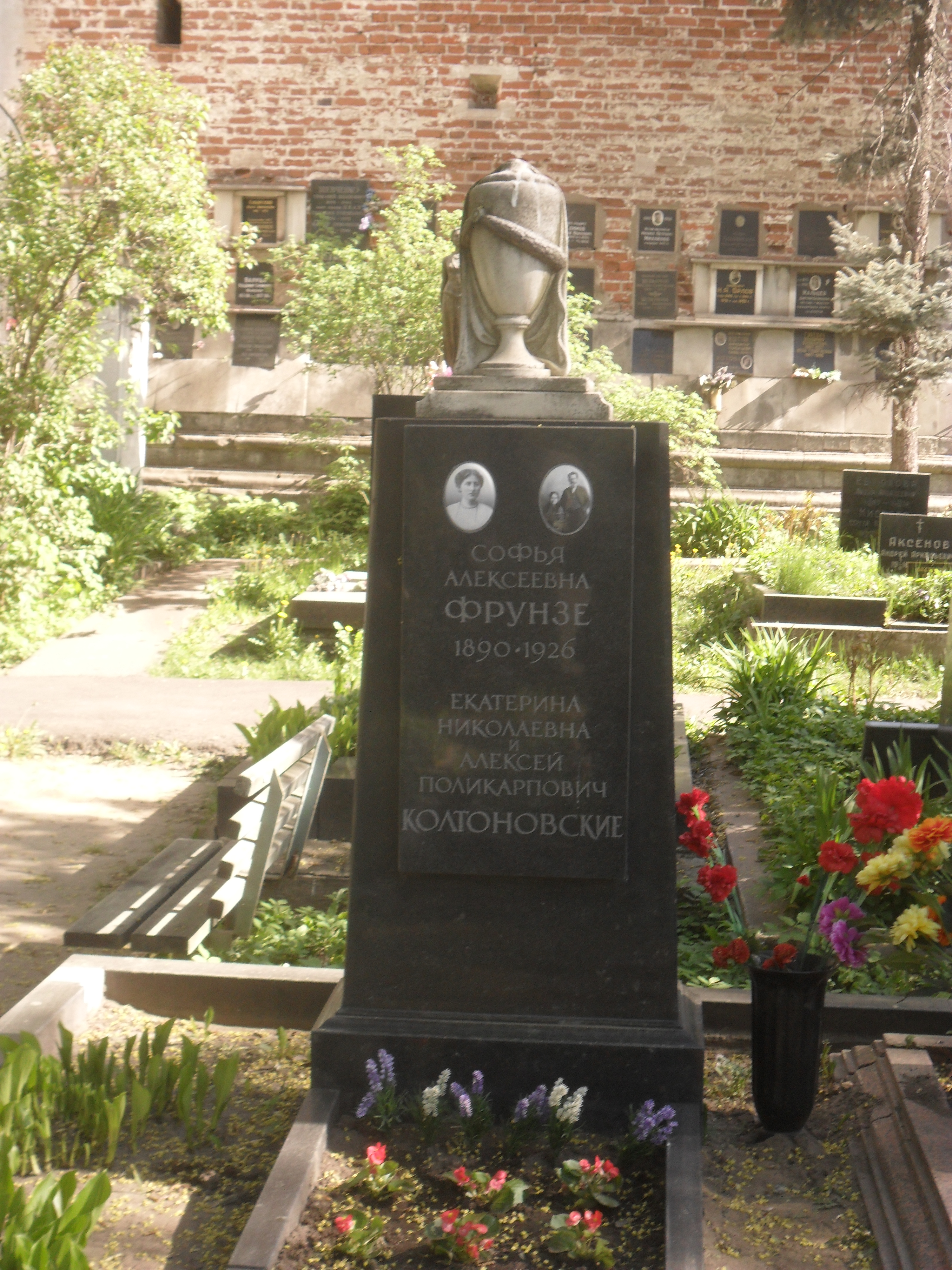
Могила жены Фрунзе на Новодевичьем кладбище Москвы

Похоронен 3 ноября 1925 года в Москве на Красной площади у Кремлёвской стены.

### Семья
Отец — военный фельдшер Василий Михайлович Фрунзе (1854—1897), уроженец Захаровки Тираспольского уезда Херсонской губернии. После окончания фельдшерской школы при Императорском Московском воспитательном доме был отправлен для армейской службы в Туркестан, где и остался. Служил в Пишпеке (ныне Бишкек).
Мать — Мавра Ефимовна (Евфимиевна) Бочкарева, крестьянка по происхождению, родилась в Воронежской губернии. Её семья во второй половине XIX века переселилась в Токмак, Киргизия.
В семье Василия Михайловича и Мавры Ефимовны Фрунзе (1861 — 11.08.1933) было восемь детей: сыновья Константин (1-й, умер в младенчестве), Константин (2-й), Михаил, Леонид (умер в возрасте 9 лет от болезни почек) и дочери Елена (умерла в детском возрасте), Людмила, Клавдия и Лидия.
Старший брат Константин Васильевич Фрунзе (1881—1940) окончил с золотой медалью Верненскую гимназию, что давало привилегии при поступлении в высшие учебные заведения. Образование продолжил на медицинском факультете Казанского университета, который закончил в 1906 г. Участвовал в русско-японской войне, работал земским врачом в Пишпеке. В феврале 1908 определен Урджарским участковым врачем Лепсинского уезда. В последующие годы до 1910 г. работал участковым врачем в Казанско-Богородском(ныне Узун-Агач). В годы Гражданской войны и после неё на военно-врачебной работе. С 1928 г. в судебной медицине. Заслуженный врач Таджикской ССР, Герой труда Таджикской ССР. В 1940 году в связи с ухудшением здоровья — на пенсии, переехал в Москву, где скончался 25 декабря 1940 г. Имел двух сыновей: Михаила, Бориса, дочь Нину. Потомки Константина Васильевича живут в Москве.
Сестра Клавдия Васильевна Фрунзе-Гаврилова (1887—1948) окончила Верненскую гимназию в 1906 г. с золотой медалью. После замужества уехала в Италию, где учился её муж. Потом вернулась в Москву, где продолжила учёбу. Имела двух дочерей: Юлию и Ольгу. Потомки живут в Москве.
Вторая сестра — Людмила Васильевна Фрунзе-Боголюбова (1890—1959). Окончила женскую гимназию в г. Верном и Петроградский медицинский институт по специальности врач-терапевт. Работала участковым врачом в Киргизии. После гибели мужа жила в Китае вместе с сыновьями и свёкром, работала в торговом представительстве России в Китае. С июня 1930 г. и до конца своей жизни работала в Москве в центральных медицинских учреждениях. Участник Великой Отечественной войны, полковник медицинской службы. У неё два сына — Игорь Семёнович и Владимир Семёнович. Потомки живут в Москве.
Третья сестра Лидия Васильевна Надеждина-Фрунзе (1898—1978) родилась после смерти Василия Михайловича. По окончании Верненской женской гимназии дальше учиться не могла, стала работать. Жила с матерью в Пишпеке. Вышла замуж за геолога Алексея Михайловича Надеждина. Имела дочь Лидию Алексеевну. Потомки живут в Санкт-Петербурге.
Жена — Софья Алексеевна Фрунзе (урождённая Попова, затем Колтановская) (12.12.1890 — 14.09.1926), дочь народовольца. По одной из версий покончила жизнь самоубийством.
У Михаила и Софьи Фрунзе было двое детей, которые после смерти отца в 1925 году и матери в 1926 году росли у бабушки Мавры Ефимовны Фрунзе (1861—1933). После тяжелой болезни бабушки в 1931 году детей усыновил друг их отца К. Е. Ворошилов, получивший разрешение на усыновление специальным постановлением Политбюро ЦК ВКП(б).
Сын — Фрунзе, Тимур Михайлович (1923—1942) — лётчик-истребитель, Герой Советского Союза (посмертно).
Дочь — Фрунзе, Татьяна Михайловна (1920—2024) — профессор, доктор химических наук, в 1960—1970-х годах — крупный специалист по органической химии. Окончила Московский химико-технологический институт.

## Награды
- Два ордена Красного Знамени (08.07.1919, 06.05.1924)[28];
- Почётное революционное оружие (30.12.1920)[28].

## Память

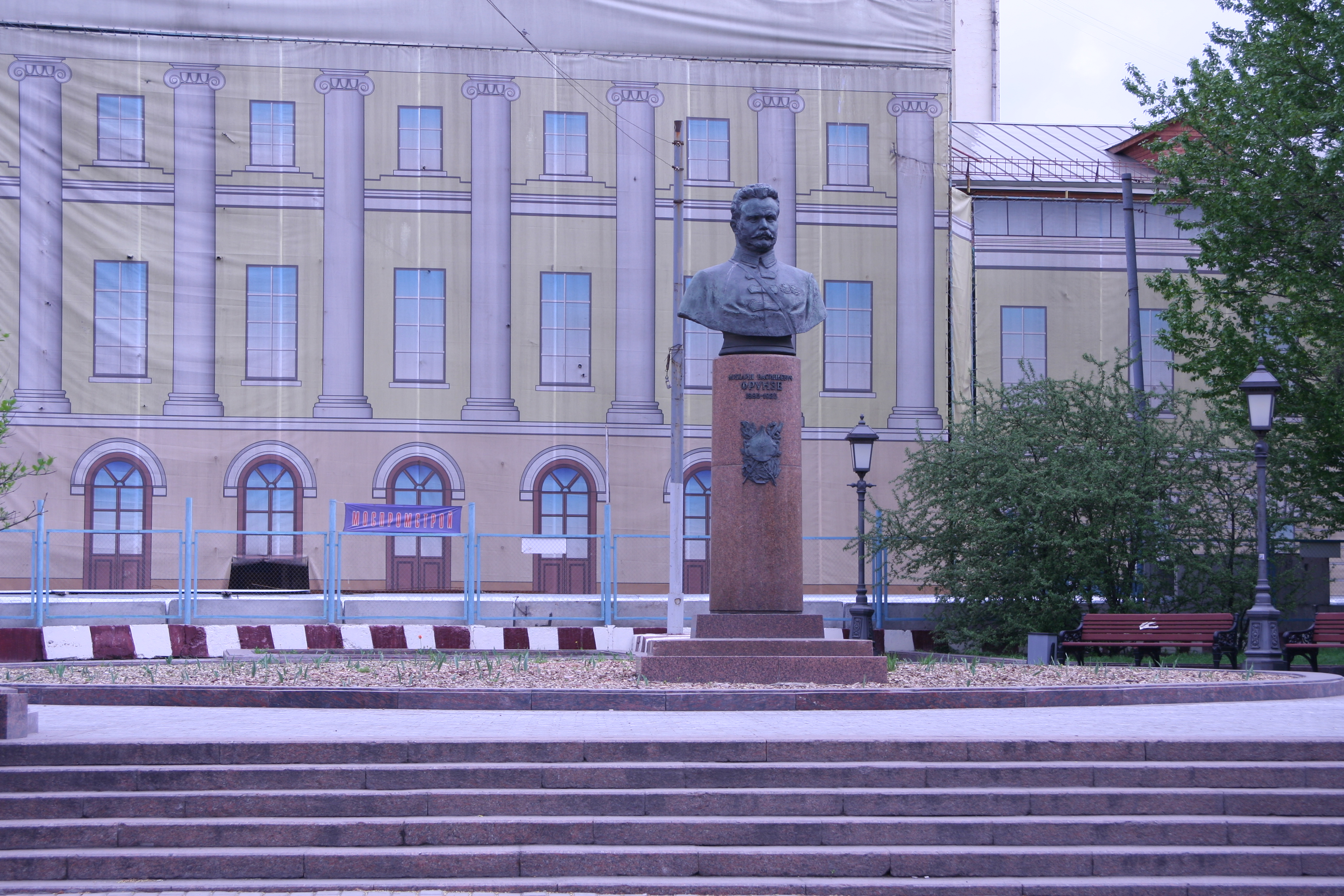
Бюст в Москве
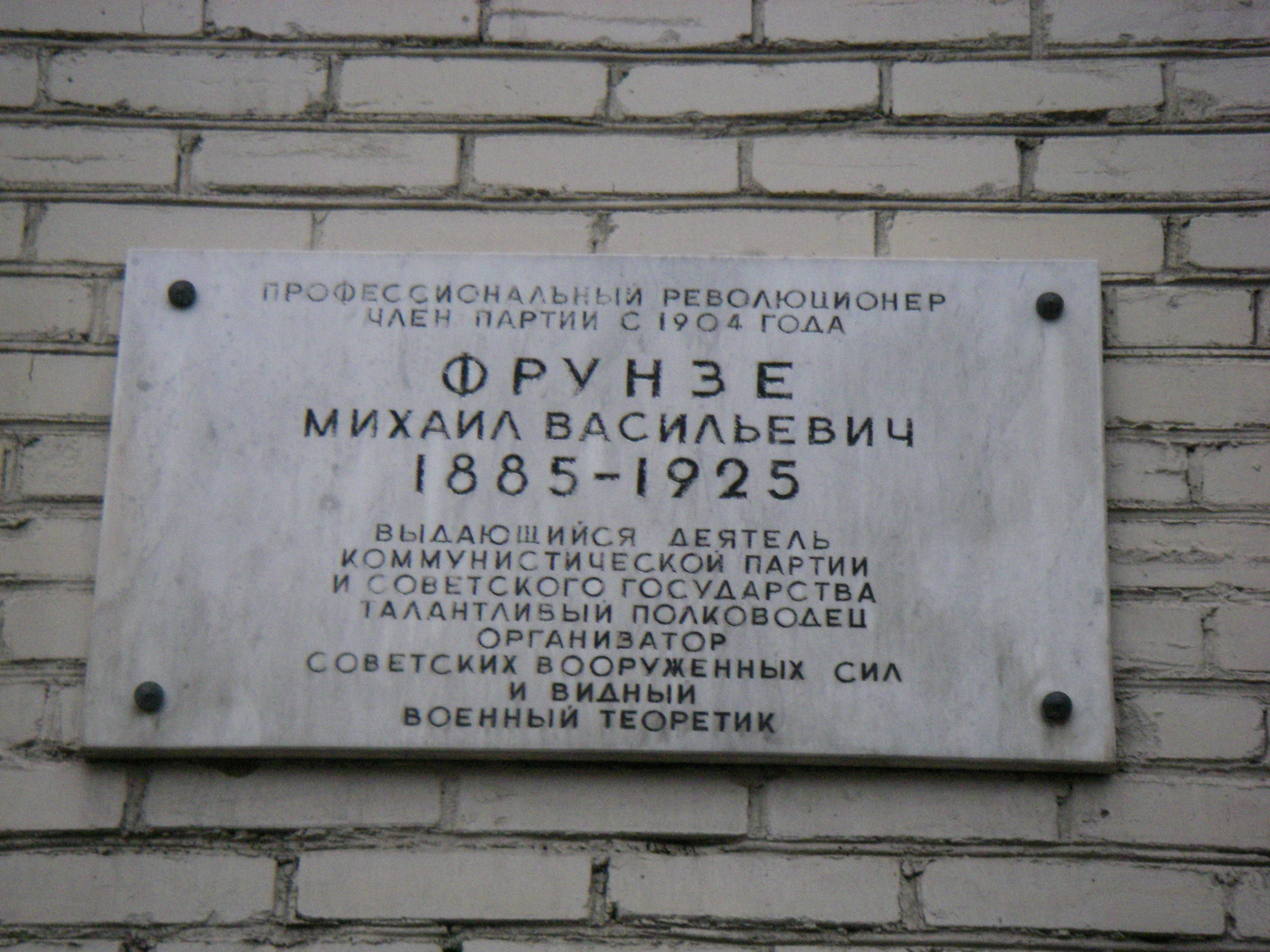
Мемориальная доска на улице М. В. Фрунзе, Санкт-Петербург
Мемориальная доска в Смоленске
Мемориальная доска на доме, где Фрунзе жил в Самаре
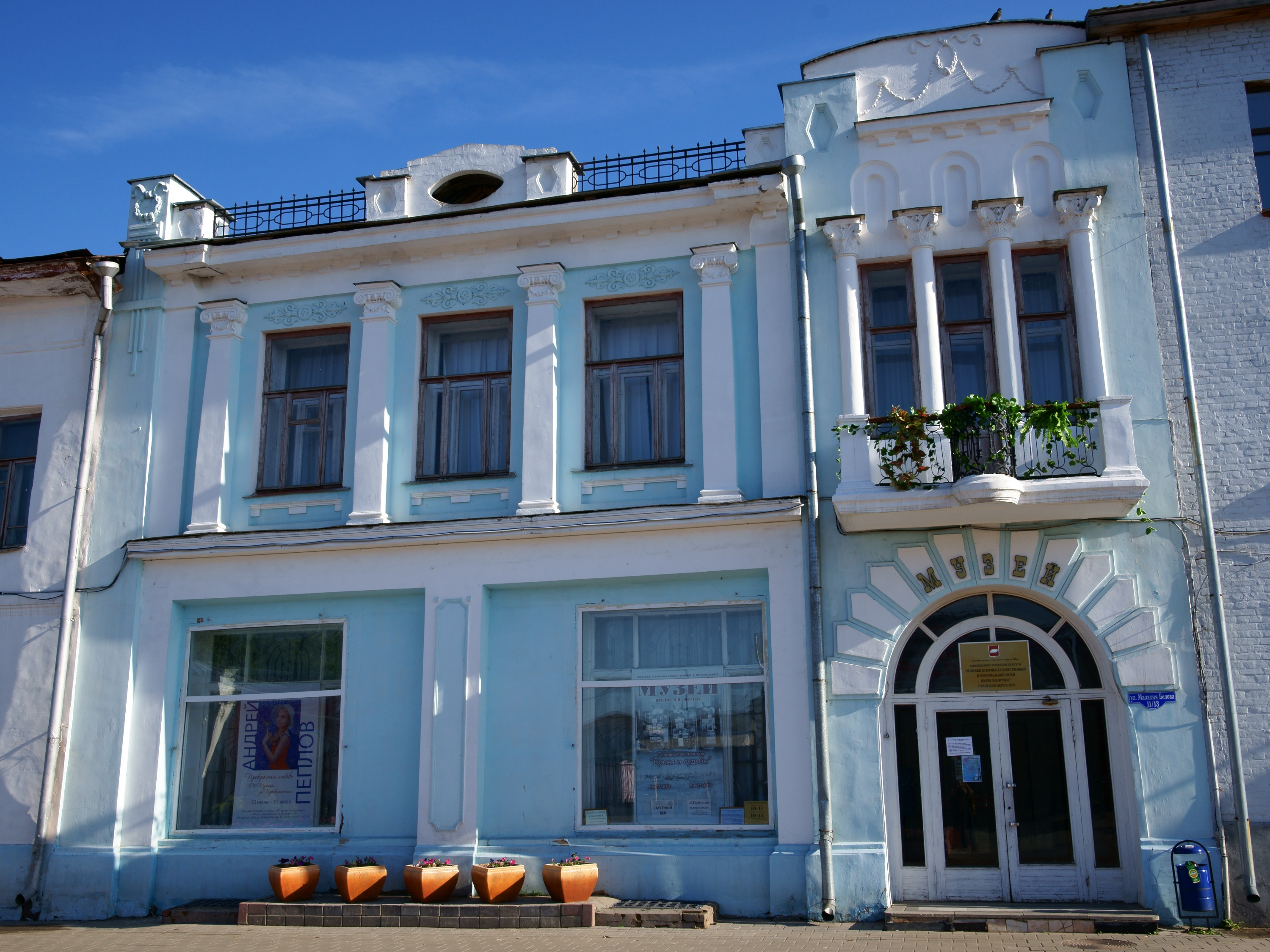
Шуйский историко-художественный и мемориальный музей имени М. В. Фрунзе» городского округа Шуя
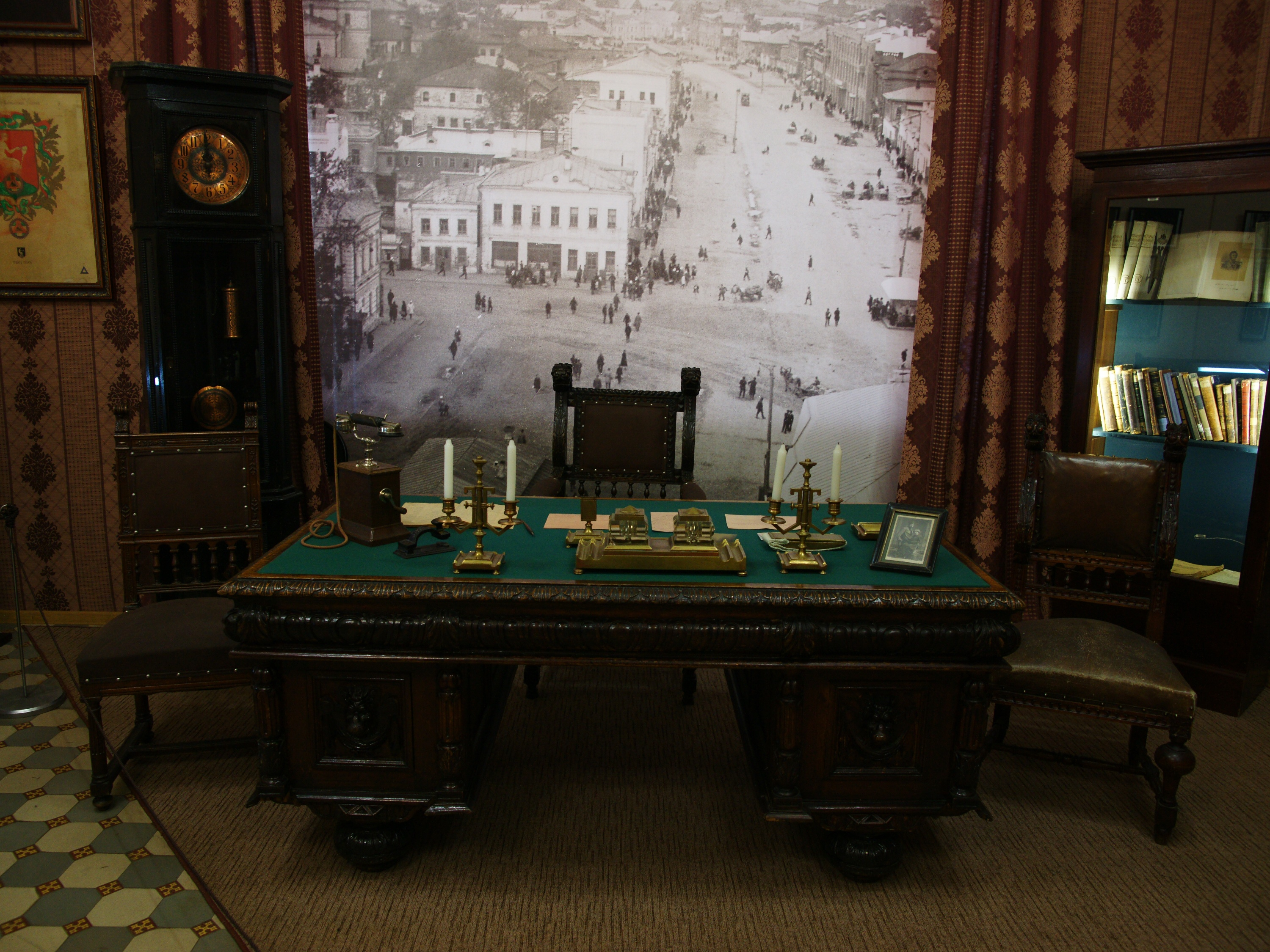
Выставка «Мемориальный кабинет М. В. Фрунзе» в Музее промышленности и искусства в Иваново

Мемориальный Дом-музей М. В. Фрунзе в г. Бишкек (Кыргызская Республика).
Почётный курсант Московского высшего военного командного училища.

### Память в наименованиях
Сразу после смерти Михаила Васильевича Фрунзе его имя было присвоено учреждениям, войсковым частям, предприятиям, улицам и площадям. После 1991 года некоторые из них переименованы, но имя Фрунзе носят и до сих пор различные населённые пункты и объекты.

#### Естественные географические объекты
- пик Фрунзе — горная вершина в хребте Зулумарт на севере Памира.
- Гора Фрунзе в Качугском районе Иркутской области 53°43′30″ с. ш. 105°59′38″ в. д.HGЯO.

#### Населённые пункты и территориальные единицы
- город Фрунзе — столица Киргизской ССР (в 1926—1991, ныне — Кыргызстан, Бишкек).
- город Фрунзе в Молдавии.
- Фрунзенская область — в 1939—1959, ныне — Чуйская область.
- Фрунзе, Фрунзовка, Фрунзенское и Фрунзевец — посёлки городского типа, посёлки, сёла и деревни.

#### Улицы и другие объекты в населённых пунктах
- Фрунзенский район в городах: Владивосток, Владимир, Иваново, Минск, Санкт-Петербург, Саратов, Ярославль, Душанбе (район Фрунзе).
- Фрунзенский район в Москве — в разное время это имя носили разные районы, ныне не существует.
- Стадион имени Фрунзе в Душанбе (Таджикистан).
- Фрунзенский массив города Ферганы (Узбекистан).
- Улицы многих городов бывшего Советского Союза были названы в честь Фрунзе (см. Улица Фрунзе). Часть из них были переименованы после 1991 года.
- Станции метрополитена «Фрунзенская»: в Москве, Санкт-Петербурге и Минске.

#### Предприятия и организации

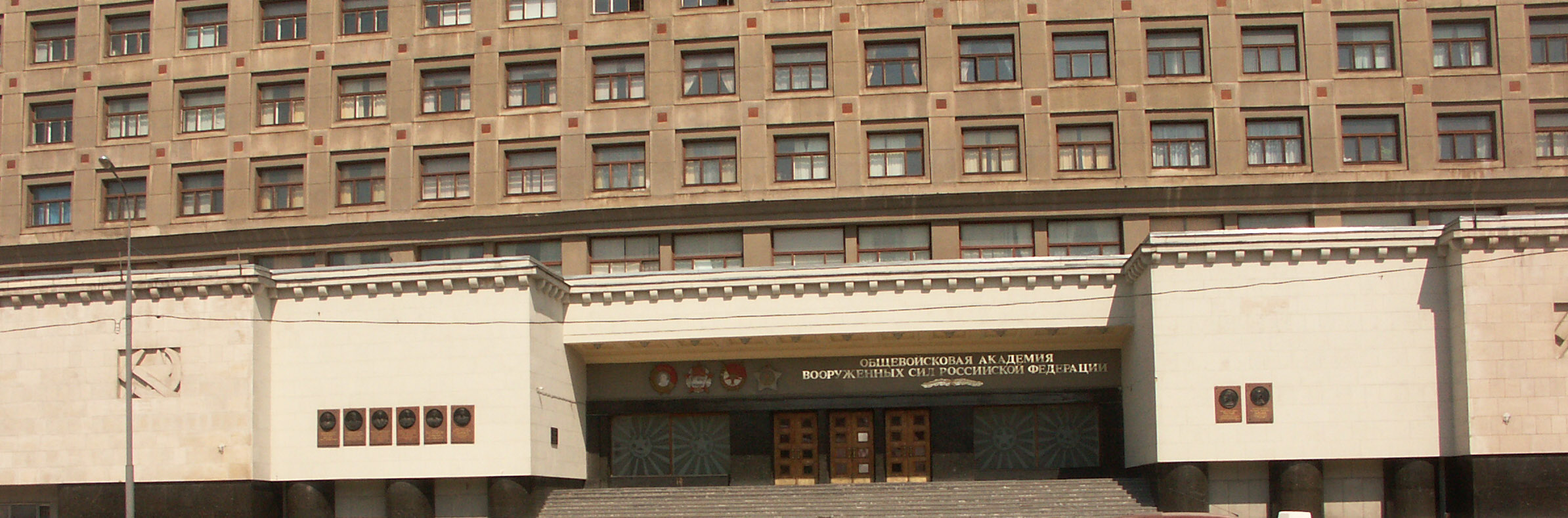
Вход в Общевойсковую академию

- ГОАО «Шахта им. М. В. Фрунзе» (пгт Ясеновский, Луганская область, Украина)
- Харьковский завод по производству перфорированных металлических листов им. М. В. Фрунзе
- Книжная фабрика имени М. В. Фрунзе (Харьков)
- Военная академия имени М. В. Фрунзе
- Сумское высшее артиллерийское командное дважды Краснознамённое училище им. М. В. Фрунзе
- Одесское высшее артиллерийское командное ордена Ленина училище им. М. В. Фрунзе (влилось в состав Одесского института сухопутных войск и затем расформировано в 2007 году)
- 2-е Ульяновское танковое училище имени М. В. Фрунзе (расформировано в 1960 году)
- Киевское высшее общевойсковое командное дважды Краснознамённое училище им. М. В. Фрунзе (переформировано в 1992 году)
- Омское высшее общевойсковое командное дважды Краснознамённое училище им. М. В. Фрунзе (в 1999 году преобразовано в Омский кадетский корпус)
- Высшее военно-морское ордена Ленина Краснознамённое ордена Ушакова училище им. М. В. Фрунзе (бывший Кадетский корпус)
- Ленинградское высшее военное командное училище железнодорожных войск и военных сообщений им. М. В. Фрунзе
- Симферопольский государственный университет имени М. В. Фрунзе
- Кишинёвский сельскохозяйственный институт им. М. В. Фрунзе
- Центральный аэродром имени М. В. Фрунзе — первый московский аэродром
- Центральный Дом авиации и космонавтики им. М. В. Фрунзе
- Нижегородский завод им. М. В. Фрунзе — завод по производству электронных приборов
- Пензенский велосипедный завод им. М. В. Фрунзе («ЗИФ»)
- Сумское машиностроительное научно-производственное объединение им. М. В. Фрунзе — один из ведущих в Европе машиностроительных комплексов по выпуску оборудования для нефтяной, газовой и химической промышленности
- Ивановский текстильный институт имени М. В. Фрунзе (1930—1994)

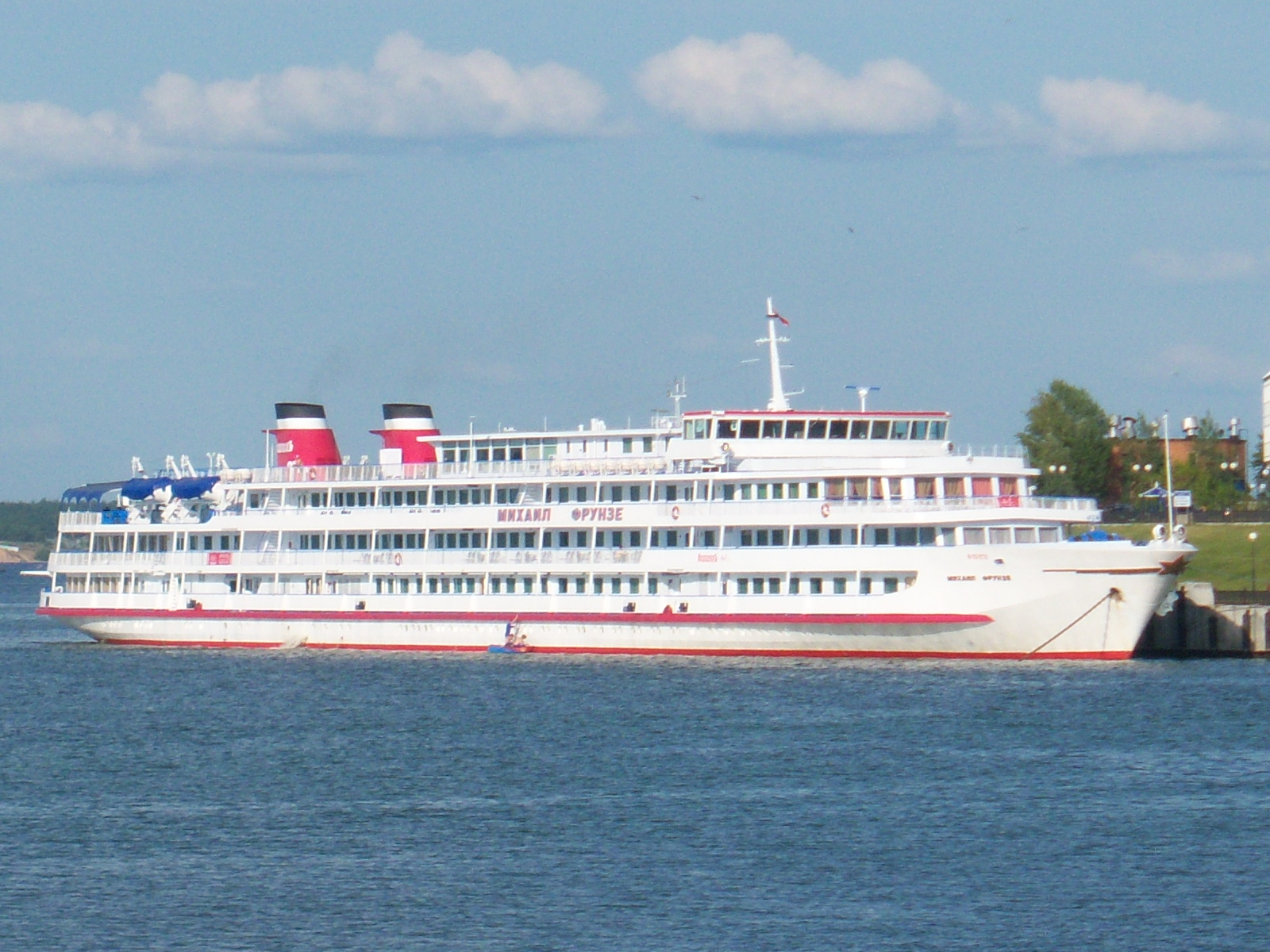
Речной теплоход «Михаил Фрунзе»

- Производственное объединение «Арсенал» имени М. В. Фрунзе (Санкт-Петербург);
- Центральный дом Красной Армии имени М. В. Фрунзе (Москва) (позднее был переименован в Центральный дом Советской Армии имени М. В. Фрунзе, а затем в Центральный дом Российской армии имени М. В. Фрунзе)
- В Самаре находится Дом-музей М. В. Фрунзе, в котором он жил в 1919 году
- В Тирасполе находится совхоз-техникум им. М. В. Фрунзе
- Колхоз имени Фрунзе пос. Александровка (Донецкая обл. Украина)
- Санаторий имени М. В. Фрунзе (Сочи)[31]
- Центральный республиканский стадион им. Фрунзе в г. Душанбе, Таджикистан (до начала 1990-х годов).
- Четырёхпалубный пассажирский речной теплоход «Михаил Фрунзе» проекта 92-016, построенный в 1980 году в Чехословакии.
- «Фрунзе» (бывший «Быстрый») — эскадренный миноносец типа «Счастливый».
- «Михаил Фрунзе» (бывший «Полтава») — линейный корабль типа «Севастополь».
- «Фрунзе» (в настоящее время «Адмирал Лазарев») — тяжёлый атомный ракетный крейсер проекта 1144.
- «Фрунзе» — крейсер проекта 68-К.
- Шахта имени М. В. Фрунзе, ЧАО «Суха Балка», г. Кривой Рог
- Школа № 2 им. М. В. Фрунзе в г. Красноперекопск, Республика Крым.
- «Фрунзевец» — газета Туркестанского военного округа (ТуркВО) в СССР.
- Мемориальный Дом-музей М. В. Фрунзе в г. Бишкек (Кыргызская Республика).
- «Фрунзе» — сеть гипермаркетов в Кыргызстане.

### Памятники

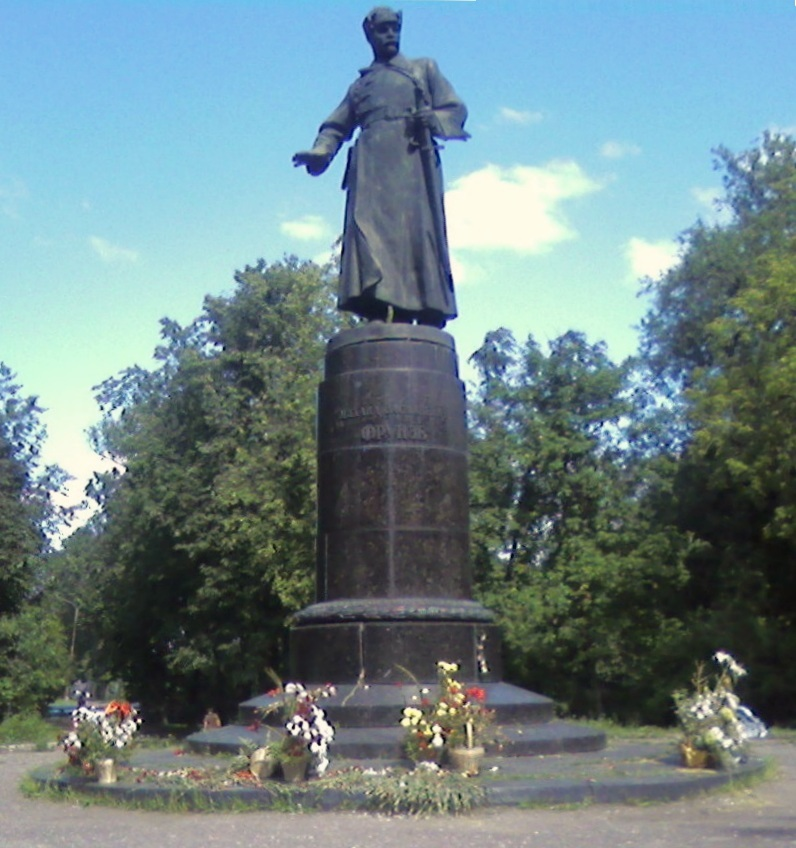
Памятник в Иванове
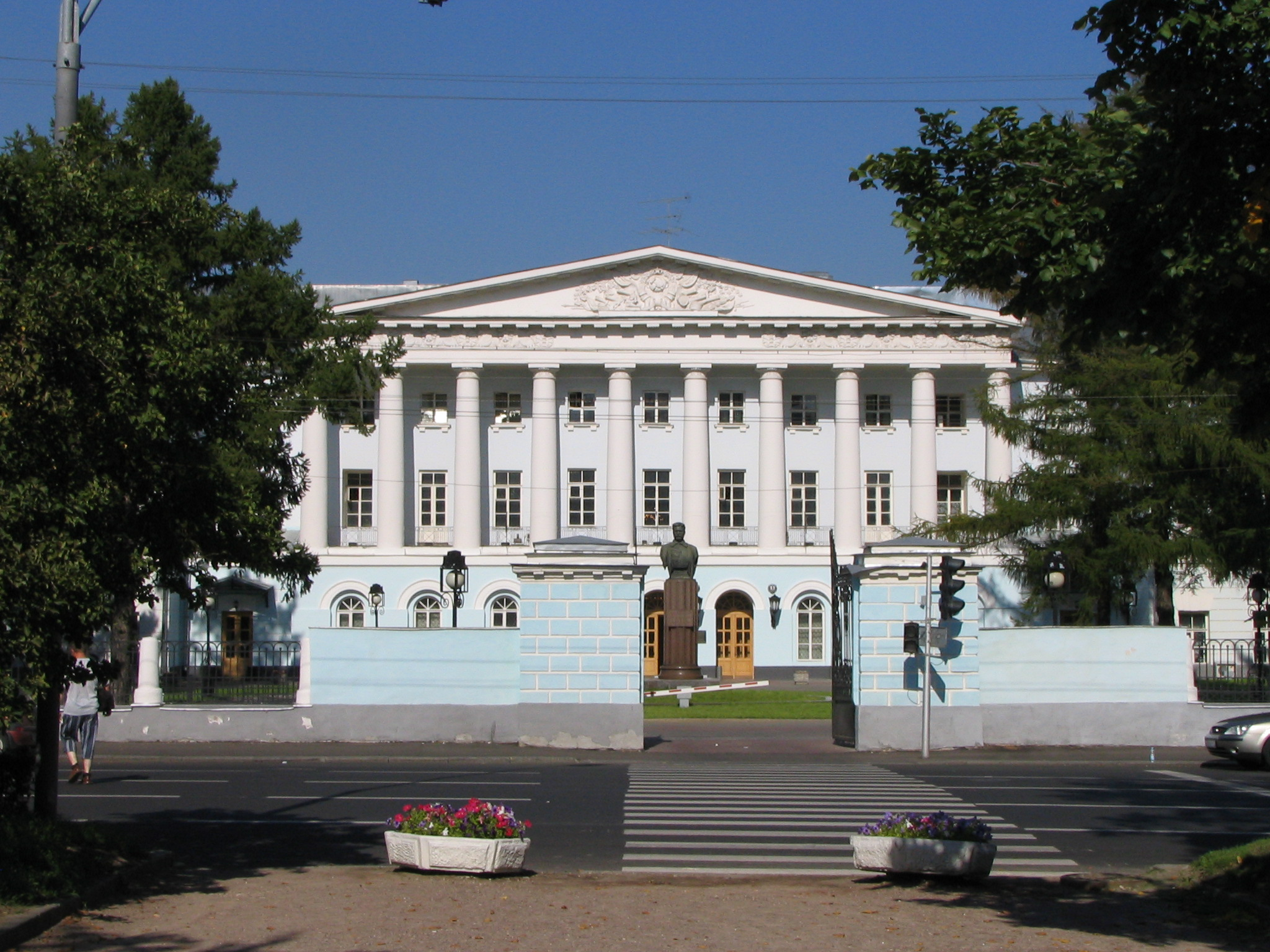
Памятник у Центрального дома Российской армии в Москве
Памятник-бюст на площади перед мелитопольским вокзалом
Памятник в Пензе
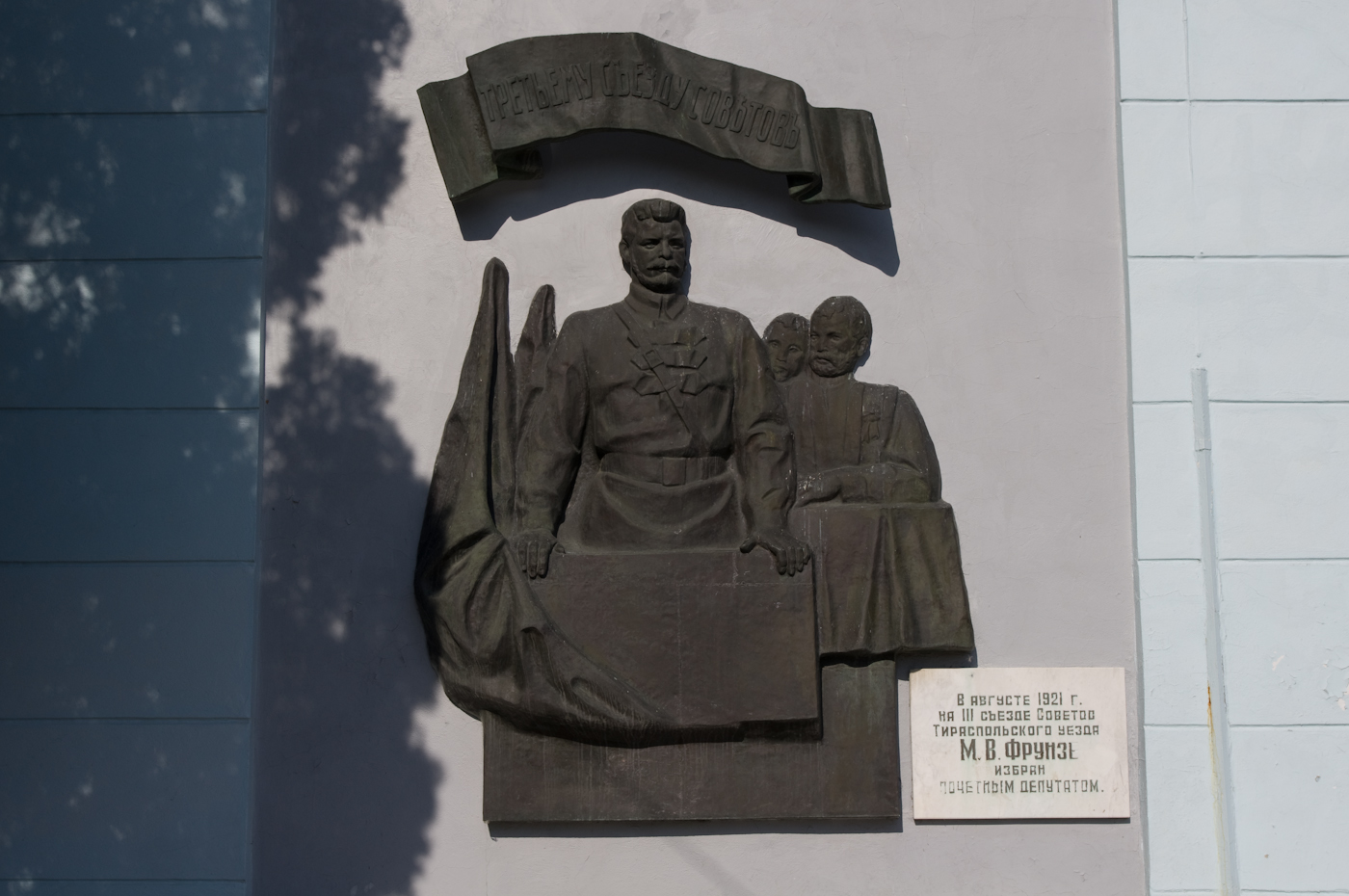
Памятный знак в Тирасполе
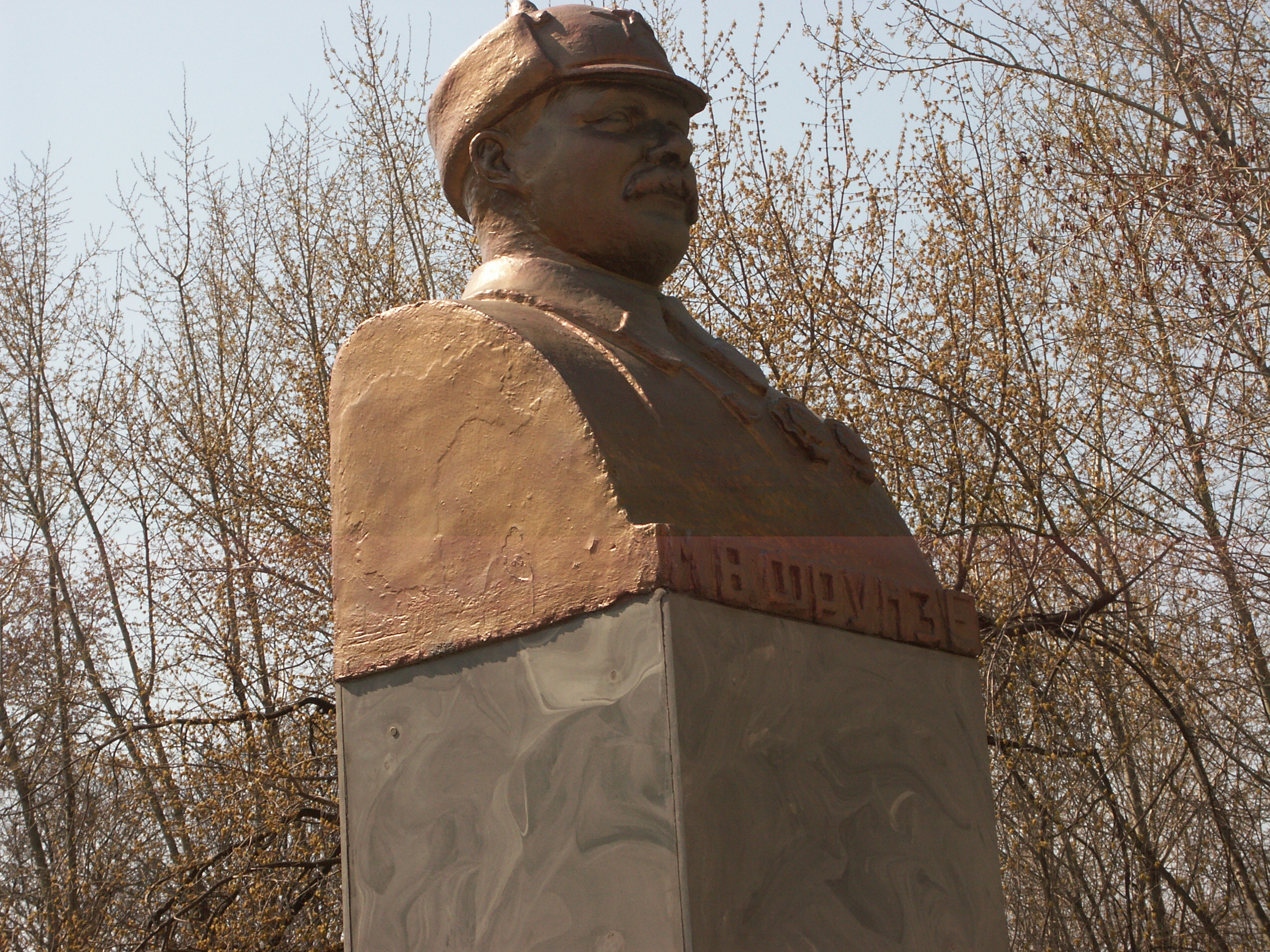
Бюст у Общевойсковой академии
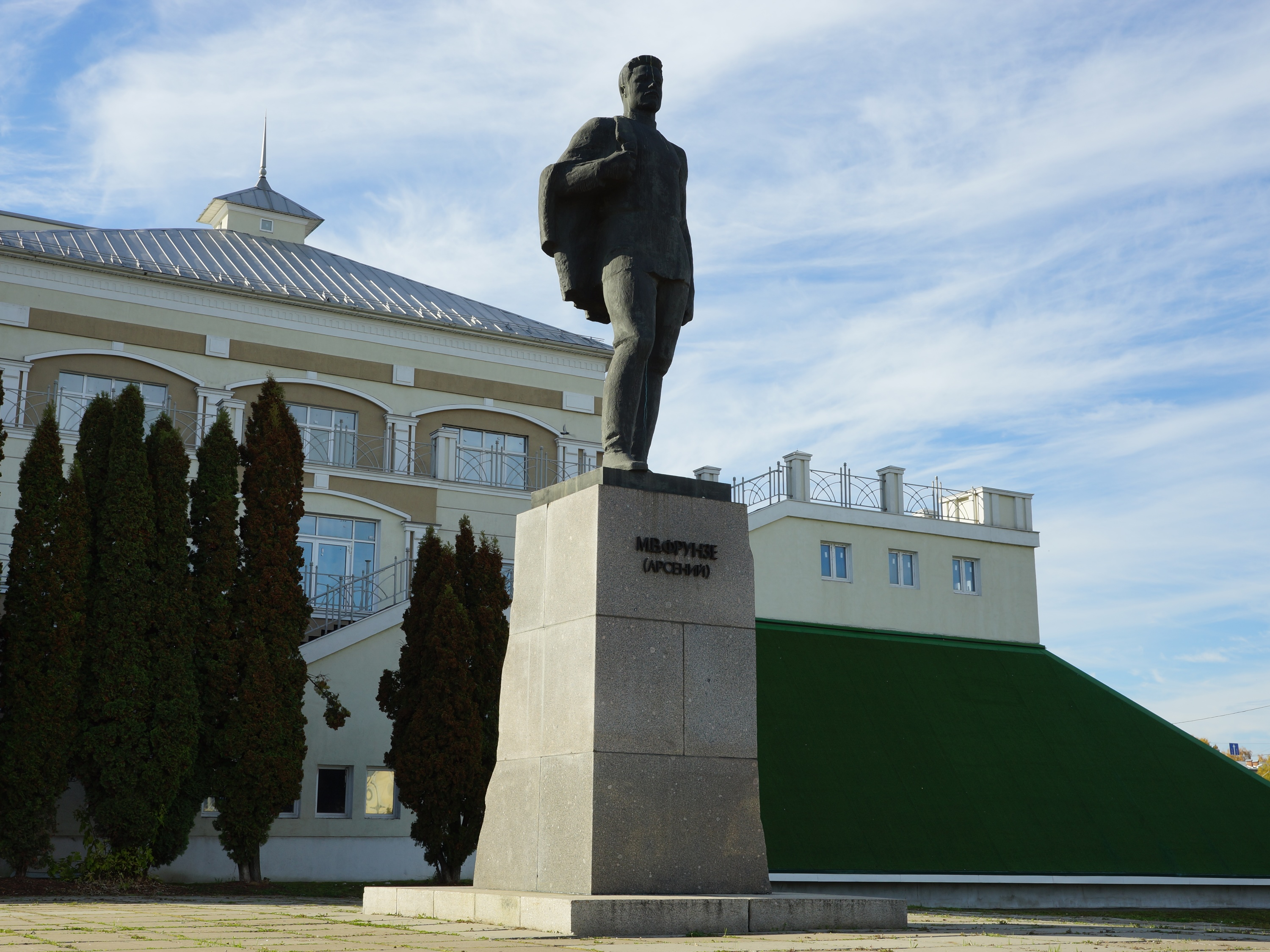
Памятник во Владимире

- Памятник в Ярославле.
- В Москве (несколько памятников, в том числе бюст на могиле на Красной площади и на станции метро «Фрунзенская»).
- Во Владимире.
- В Иванове в сквере у здания цирка, в мемориале «Красная Талка», перед главным корпусом текстильной академии.
- В Шуе открыт Государственный мемориальный музей[32], а также в 1927 году установлен первый в стране памятник.
- В Санкт-Петербурге перед входом на завод «Арсенал».
- В Киеве (на территории бывшего высшего общевойскового командного училища им. М. В. Фрунзе).
- В Евпатории.
- В деревне Тайманихе Родниковского района Ивановской области.
- В Ташкенте.
- В Алматы в 1967 году был установлен памятник в сквере по ул. Кабанбай батыра, уг. ул. Наурызбай батыра, в феврале 2007 года[16]перенесён в сквер за кинотеатром «Сары-Арка».
- В Алматы (Казахстан) в сквере ниже КБТУ на Аллеи выдающихся деятелей установлен бюст на постаменте.
- В Бишкеке у ж/д вокзала.
- В Минске у Администрации Фрунзенского района.
- В Омске на территории Омского кадетского корпуса, в советское время Омское высшее общевойсковое командное дважды Краснознамённое училище имени М. В. Фрунзе.
- В Омской области в Муромцевском районе в селе Гурово.
- В Саратове у администрации Фрунзенского района.
- В Быхове в военном городке Быхов-1 у Дома офицеров установлен бюст.

### В филателии

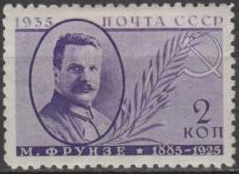
Почтовая марка СССР, 1935 год
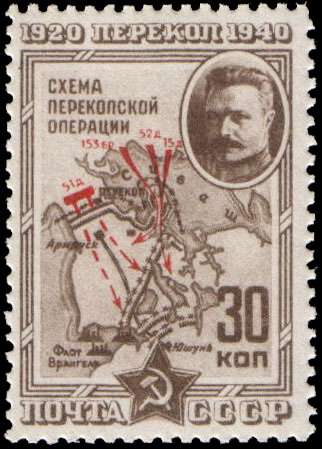
Почтовая марка СССР, 1940 год. Серия «20-летие штурма Перекопа Красной Армией»: Портрет М. В. Фрунзе на фоне схемы перекопской операции
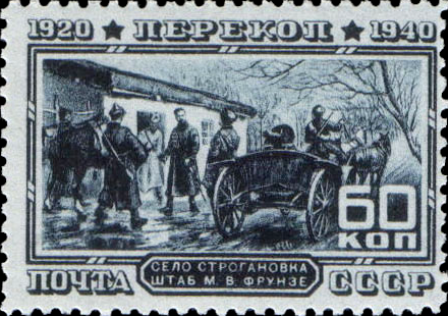
Почтовая марка СССР, 1940 год. Серия «20-летие штурма Перекопа Красной Армией»: Село Строгановка. Штаб М. В. Фрунзе
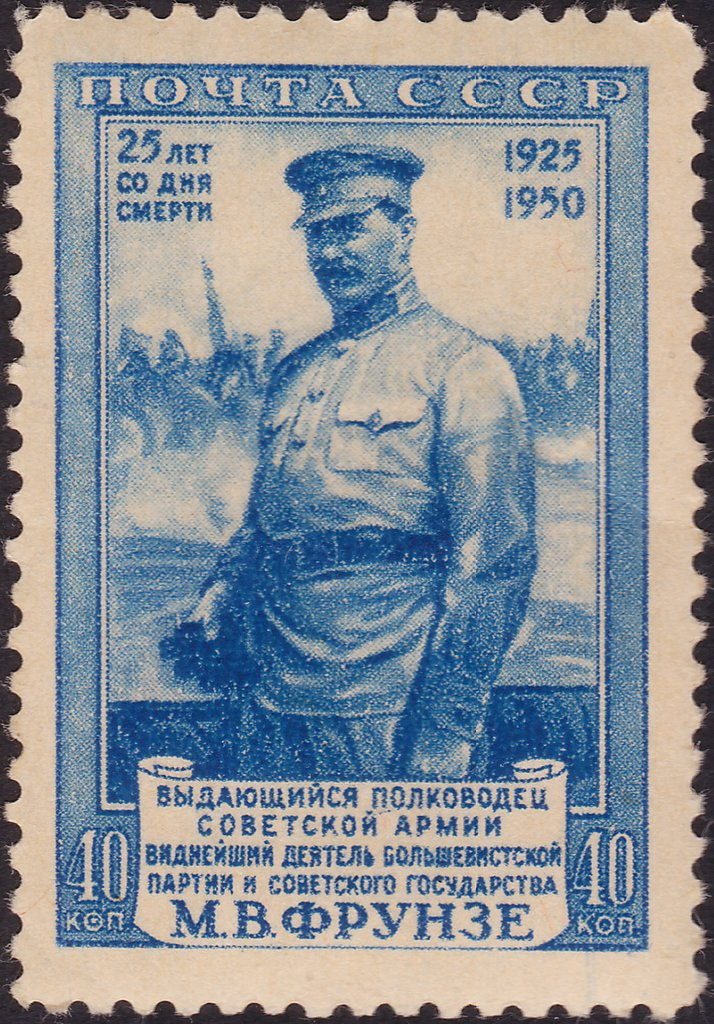
Почтовая марка 1950 год. 25-летие со дня смерти Михаила Васильевича Фрунзе
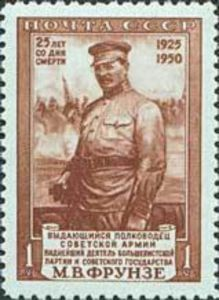
Почтовая марка 1950 год. 25-летие со дня смерти Михаила Васильевича Фрунзе
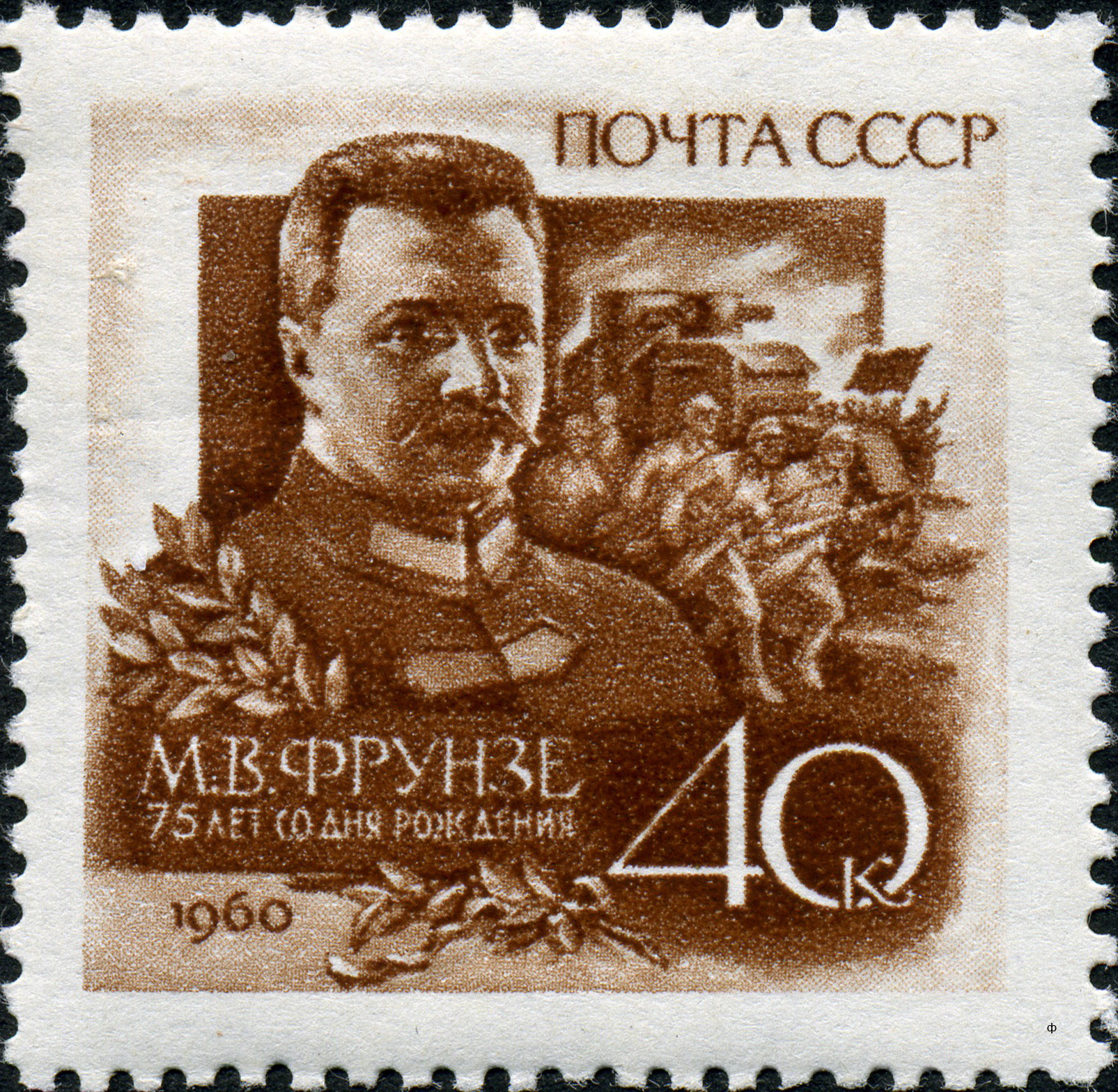
Почтовая марка СССР, 1960 год
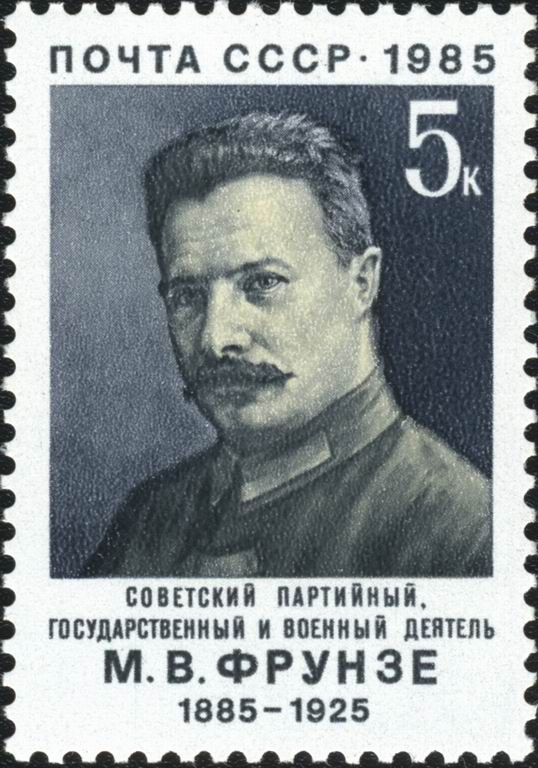
Почтовая марка СССР, 1985 год

### Киновоплощения
Образ Фрунзе как известного военачальника Гражданской войны был очень популярен в советском, а позже в российском кинематографе.
Исполнители:
- Хомятов, Роман Захарьевич — в 11 кинофильмах:
  - На вес золота (1983)
  - Две главы из семейной хроники (1983)
  - Хатан-Батор (1981)
  - Поезд чрезвычайного назначения (1980)
  - Девушка из легенды (1980)
  - Красная площадь (1970)
  - Гибель чёрного консула (1970)
  - Бег (1970)
  - Штрихи к портрету В. И. Ленина (1967—1970)
  - Шестое июля (1968)
  - Товарищ Арсений (1964)
- Петр Подвальный — «Мятеж» (1928)
- Самойлов, Евгений Валерианович — «Крушение эмирата» (1955)
- Михайлов, Александр Александрович — «Гроза над Белой» (1968)
- Егоров, Геннадий Семёнович — «Маршал революции» (1978)
- Саитов, Виктор Петрович — «Большая-малая война» (1980), «Огненные дороги» (1984)
- Гладий, Григорий Степанович — «Не имеющий чина» (1985)
- Никоненко, Сергей Петрович — «Уполномочен революцией» (1987)
- Стеклов, Владимир Александрович — «Повесть непогашенной Луны» (1990)
- Мадянов, Роман Сергеевич — «Троцкий» (1993)
- Скляр, Игорь Борисович — «Московская сага» (2004)
- Мохов, Александр Анатольевич — «Есенин» (2005)
- Шалыга, Валерий Леонтьевич — «Девять жизней Нестора Махно» (2007)
- Крылов, Владимир Викторович — «Мустафа Шокай» (2008)
- Шингарёв, Павел Анатольевич — «Страсти по Чапаю» (2012)

## Основные работы и сборники трудов
- Фрунзе М. В. Собрание сочинений в 3 томах. — М.—Л., 1926—1929.
- Фрунзе М. В. О молодёжи / Фрунзе М. В. — М.: Мол. гвардия, 1937. — 118 с.
- Фрунзе М. В. Избранные произведения. — М., 1950.
- Фрунзе М. В. Избранные произведения. Т. 1: 1918—1925 гг. — М.: Воениздат, 1957. — 472 с.
- Фрунзе М. В. Избранные произведения. Т. 2: 1921—1925 гг. — М.: Воениздат, 1957. — 498 с.
- Фрунзе М. В. Избранные произведения / Предисл. М. Гареева. — М.: Воениздат, 1977. — 480 с.
- Фрунзе М. В. Неизвестное и забытое: Публицистика, мемуары, документы и письма. — М.: Наука, 1991. — 272 с.
- Фрунзе М. В. Единая военная доктрина и Красная армия // Красная новь : журнал  / под ред. А. К. Воронского. — М., 1921. — № 1. — С. 94—106.
- М. Мирский. Европейские цивилизаторы и Марокко. — Шталь А. В. Малые войны 1920–1930-х годов. — М.: ACT; СПб.: Terra Fantastica, 2003. — 544 с. — ISBN 5-17-016557-9, 5-7921-0605-3. — Военный вестник, 1925.